# ORA
Az ORA Rita Ora debütáló stúdióalbuma, amely 2012. augusztus 27-én jelent meg a Roc Nation gondozásában. Az album munkálatai már 2010-ben megkezdődtek, majd 2012-ben fejeződtek be.

## Háttér
2007-ben Ora Craig David egyiki számában, az "Awkward"-ban működött közre, majd 2008-ban David egyik másik számában a "Where's Your Love"-ban is feltűnt Tinchy Stryder-rel az oldalán. Rita londoni bárokban kezdett először énekelni, de 2009-ben az A&R mesélt a Roc Nation-nel róla, majd ezután néhány nappal Ora már New Yorkba ment, ahol találkozott Jay-Z-vel. 2009-ben Jay-Z "Young Forever" és Drake "Over" c. dalában cameoszerepet vállalt. Ora ezután már a Jay-Z főnöksége alatt működő Roc Nation-nél lett leszerződtetve.
2011. december 14-én megjelent a DJ Fresh-sel közreműködött dala, a "Hot Right Now" a YouTube-on. Ora ezt nyilatkozta: "Olyan első albumot szerettem volna, ami azt tükrözi, hogy mit szeretnék hallani egy albumon."
Rita az album felvételéről is beszélt: "Adtak három évet, hogy elkészítsem az albumot; két évet arra, hogy megtaláljam önmagamat, egyet pedig arra, hogy felvegyem a dalokat." Felsorolt néhány olyan embert is, akik segítettek neki, mint például will.i.am, Ester Dean, Drake, The-Dream, Kanye West, Stargate és J. Cole. Ora a Drake-kel közösen végzett munkáról is beszélt: "Adott nekem néhány nagyszerű dalt, amit megtiszteltetésnek éreztem felvenni." Ora Kanye West-el is együttdolgozott: "Kanye egy géniusz, kivételes tehetség. Van néhány dalunk, de azokat a következő albumomra tartogatom."

## Cím és borító
Rita így írta le az albumborítót: "Arról szól, hogy légy főnökösködő, független és légy önmagad. Azt akartam, hogy a képeim pillanatokat rögzítsenek és fogja meg az embereket." Ora  Gomillion és Leupold nevű fotósokkal dolgozott. A címről ezt nyilatkozta: "Az Ora a vezetéknevem, de a hazámban, Koszovóban ez az időt jelenti, és ez az album sok időt vett igénybe - három évet". Július 22-én Rita hivatalos Twitter-oldalán bemutatta az album bővített változatának a borítóját is.

## Kislemezek
A "How We Do (Party)" 2012 március 20-án jelent meg az Egyesült Államokban és Új-Zélandon. A dalt Victor Alexander, Kelly Sheehan és Bonnie McKee írta és 96-ként debütált a Billboard Hot 100-as listán.
Az Egyesült Királyságban megjelent első kislemeze az "R.I.P." volt Tinie Tempah közreműködésével ami 2012. május 6-án jelent meg. A dal az angol toplisták élén volt.
A "Roc the Life" 2012. július 23-án jelent meg.
Egy interjún Ora elmondta, hogy a következő kislemeze az Egyesült Államokban a "Radioactive" lesz, amihez a következő héten el is kezdik forgatni a klipet.

## Dallista
Az ORA bővített változata 3 bónusz-dalt és egy videót tartalmaz. Ez a bővített változat 2012. július 24-től rendelhető elő az iTuneson. 
2012. július 28-án az énekesnő felrakta Facebookjára a hivatalos dallistát.
|     | Cím                                         | Szerző(k) | Producer(ek)             | Hossz |
| --- | ------------------------------------------- | --- | ------------------------ | ----- |
| 1.  | Facemelt (Intro)                            | Heather Bright, Rita Ora, Thomas Pentz | DJ Diplo                 | 1:33  |
| 2.  | Roc The Life                                | Terius Nash | The-Dream                | 4:01  |
| 3.  | How We Do (Party)                           | Victor Alexander, Bonnie McKee, Kelly Sheehan | The Runners, The Monarch | 4:07  |
| 4.  | R.I.P. (featuring Tinie Tempah)             | Aubrey Graham, Farhad Samadzada, Mikkel S. Eriksen, Tor Erik Hermansen, Nneka Egbuna, Renee Wisdom, Saul Milton, William Kennard, Patrick Okogwu | Stargate, Chase & Status | 3:48  |
| 5.  | Radioactive                                 | Sia Furler, Greg Kurstin | Kurstin                  | 4:11  |
| 6.  | Shine Ya Light                              | Fraser T. Smith, Laura Pergolizzi, Martyn Crowhurst                                                                                              | Smith                    | 3:30  |
| 7.  | Love & War (featuring J. Cole)              | Smith, Shelly Peiken, Jermaine Cole | Smith                    | 3:35  |
| 8.  | Uneasy                                      | Makeba Riddick, Katie White, Jules De Martino | De Martino               | 3:02  |
| 9.  | Fall In Love (featuring will.i.am)          | William Adams | will.i.am                | 4:13  |
| 10. | Been Lying                                  | Rita Ora, Brian Linney, Brooks Linney, Rachel Rabin, Edwin Serrano                                                                               |                          | 3:44  |
| 11. | Hello, Hi, Goodbye                          | | The-Dream                | 3:58  |
| 12. | Hot Right Now (DJ Fresh featuring Rita Ora) | Daniel Stein, The Invisible Men | Daniel Stein, Wez Clarke | 3:02  |

| 13. | Crazy Girl                       | Lucas Secon, Thomas Troelsen, Mikkel Sigvardt |  | 3:35 |
| 14. | Young, Single & Sexy             |                                               |  | 3:45 |
| 15. | Meet Ya (Acoustic)               |                                               |  | 2:17 |
| 16. | Track-by-Track Interview (video) |                                               |  |      |

## Megjelenések
| Ország             | Dátum               | Kiadó      | Formátum               |
| ------------------ | ------------------- | ---------- | ---------------------- |
| Írország           | 2012. augusztus 24. | Roc Nation | CD, digitális letöltés |
| Egyesült Királyság | 2012. augusztus 27. | Roc Nation | CD, digitális letöltés |
| Németország        | 2012. augusztus 27. | Universal  | CD, digitális letöltés |